# Komarówka (rejon kostopolski)
Komarówka (ukr. Комарівка) – wieś na Ukrainie w rejonie kostopolskim, obwodu rówieńskiego.